# Verborgen zee-engel
De verborgen zee-engel (Squatina occulta) is een vis uit de familie van zee-engelen (Squatinidae), superorde van haaien.

## Naam
Over de naam van deze soort bestaat geen overeenstemming. De soort is in het verleden verward met Squatina punctata en Squatina guggenheim. De Engelse naam van deze vis is smoothback angelshark of shortfin angelshark.

## Beschrijving
Deze haai kan een lengte bereiken van 120 centimeter.

## Leefomgeving
De verborgen zee-engel is een zoutwatervis. De haai komt voor op een diepte van 10 tot 350 meter op het continentaal plat in het zuidwestelijk deel van de Atlantische Oceaan voor de kust van Zuid-Amerika tussen Brazilië (Rio de Janeiro) tot Argentinië (Patagonië).

## Relatie tot de mens
De verborgen zee-engel wordt bedreigd door de sleepnetvisserij aan de kust van Zuid-Brazilië en Argentinië. Zo bleek uit sommige visserijstatistieken een achteruitgang van 85% tussen 1984 en 2002 (meer dan 10% per jaar). Deze haaiensoort staat als bedreigde diersoort op de Rode Lijst van de IUCN.